# 中野弘美
中野 弘美（なかの ひろみ、1958年 - ）は、日本の広告文化論の研究者。横浜国立大学大学院国際社会科学研究科教授。

## 略歴
- 1982年　埼玉大学教養学部教養学科卒業
- 1984年　旧・東京都立大学大学院文学研究科博士前期課程修了
- 1989年　東京都立大学大学院文学研究科博士後期課程単位取得満期退学
- 1989年　東京都立大学人文学部助手
- 1991年　横浜国立大学教育学部専任講師
- 1992年　横浜国立大学教育学部助教授
- 1997年　横浜国立大学経営学部助教授
- 1998年　横浜国立大学大学院国際開発研究科助教授
- 1999年　横浜国立大学大学院国際社会科学研究科助教授
- 2003年　横浜国立大学大学院国際社会科学研究科教授

## 研究内容
- 広告文化論
- 英語・英米文学
- カルチュラル・スタディーズ

## 論文
- CiNii>中野弘美